# Euzebiusz (Grozdow)
Euzebiusz, imię świeckie Jewstafij Grozdow (ur. 5 grudnia?/17 grudnia 1865, zm. 12 sierpnia 1929) – rosyjski biskup prawosławny.

## Życiorys
Absolwent Petersburskiej Akademii Duchownej (1890). 6 sierpnia tego samego roku przyjął święcenia kapłańskie i rozpoczął służbę duszpasterską w soborze św. Mikołaja w Wilnie oraz pracę katechety w szkole przy seminarium duchownym w Wilnie. W 1899 otrzymał stanowisko inspektora miejscowego seminarium duchownego. 6 kwietnia 1902 złożył wieczyste śluby mnisze. Rok później otrzymał godność archimandryty i został rektorem seminarium duchownego w Jarosławiu. 28 maja 1906 przyjął chirotonię biskupią z tytułem biskupa uglickiego, wikariusza eparchii jarosławskiej i rostowskiej. W 1909 jego tytuł uległ zmianie na biskup rybiński. W 1910 został biskupem tobolskim i syberyjskim. Dwa lata później przeniesiony na katedrę pskowską i porchowską. W 1918 podniesiony do godności arcybiskupiej.
Po rewolucji październikowej emigrował z Rosji do Estonii i od 1924 był zwierzchnikiem eparchii narewskiej, grupującej etnicznie rosyjskie parafie prawosławne w tym kraju. Urząd ten sprawował do śmierci w 1929.